# سريدوس غزة
سيريدوس غزة (توفي حوالي 543 م) (أيضًا أبا سيريد) كان رئيسًا فلسطينيًا لدير الدير الذي سمي لاحقًا باسمه. كان تلميذاً للناسك برسانوفيوس ويوحنا النبي [الإنجليزية] وكرم كقديس من قبل الكنيسة الأرثوذكسية الشرقية في 13 أغسطس.

## السيرة الذاتية
لا يُعرف الكثير عن حياة سيريدوس المبكرة. عندما جاء الناسك بارسانوفيوس للعيش في منطقة جبلية في ثباتا، ألهم العديد من الناس ليأتوا ليعيشوا حياة الزهد هناك أيضًا، وربما بما في ذلك سيريدوس. كان سيريدوس زاهدًا للغاية وكاد أن يموت بسبب ممارساته قبل أن يُشفى على يد بارسانوفيوس الذي أصبح بعد ذلك المدير الروحي. اعتبر بارسانوفيوس سيريدوس ابنه الحقيقي وقاد من خلاله المجتمع الرهباني المجاور بصفته رئيس الدير سيريدوس.

### رئيس الدير
وكان الدير يقع بالقرب من ثباتا ونهر البسور، وبالتالي ليس بعيدًا عن دير القديس هيلاريون الأقدم والذي كان أول دير في غزة. كان دير سيريدوس يعمل بالطريقة النموذجية للرهبانية الغزية: كوينوبيوم يدعم خلايا الناسك المحيطة. تحت رئاسة سيريدوس، وسع الدير على قطعة أرض مجاورة اشترتها الجماعة بأموال الجماعة ومالكها في البداية رفض ولكن يمكن إقناعه بفضل مهارات سيريدوس في الإقناع والدبلوماسية. بنيت كنيسة جديدة، زينودوتشيوم وورش عمل ومستوصف أو مستشفى على هذه الأرض. جاء العديد من الزوار بسبب هذه المرافق ولكن في المقام الأول بسبب وجود بارسانوفيوس ويوحنا النبي، اللذين انتقلا إلى المنطقة بدعوة من بارسانوفيوس بين 525-527 ولهما سيريدوس أيضًا نشئ خلية.
أصبح سيريدوس أيضًا الشخص الوحيد المسموح له بالتواصل مع بارسانوفيوس وعمل كوسيط لأولئك الذين يرغبون في تلقي المجلس والتوجيه الروحي من الناسك المعروف باسم "الرجل العجوز". نقل المجمع على شكل رسائل وتسجيله باللغة اليونانية لأن سيريدوس لم يكن يعرف القبطية. تصل رسائل برصنوفيوس ويوحنا المجمعة إلى أكثر من 850 وجمعهم فيما بعد، ربما بواسطة دوروثيوس الغزاوي الذي خدم لبعض الوقت كحامل رسائل إلى يوحنا. وفقًا لهذا المحرر، كان سيريديوس يتمتع بشخصية جذابة ولكنها صبورة ومتسامحة وكان قادرًا على تقديم تنازلات. على الرغم من وجود شكاوى عرضية من الرهبان ضد سيريدوس، إلا أنه لم تكن هناك أبدًا مرارة جماعية ضده.

### الموت والخليفة
شعر سيريدوس بأن نهايته قريبة، فأمر بأن ينتقل رئيس الدير التالي إلى أحد الرهبان الذين صنفهم في القائمة. بمجرد وفاة سيريدوس حوالي عام 543، رفض جميع الرهبان الموجودين في القائمة وكان الأقل مرتبة، وهو شخص عادي المسمى إيليانوس، والذي لم يكن راهبًا بعد، انتخب فقط عندما حثه يوحنا على قبول الاختيار.

## تراث
يتم تبجيل سيريدوس كقديس من قبل الكنيسة الأرثوذكسية الشرقية في 13 أغسطس. كان القديس فيتاليس غزة راهبًا أيضًا في دير سيريدوس قبل القرن السابع."الموقّر فيتاليوس غزة". الكنيسة الأرثوذكسية في أمريكا. OCA. مؤرشف من الأصل في 2023-11-18. اطلع عليه بتاريخ 2023-11-13.

## انظر ايضا
- دير سيريدوس
- سريدوس غزة
- دوروثيوس غزة